# Armadillo de nou bandes
L'armadillo de nou bandes (Dasypus novemcinctus) és una espècie d'armadillo de les Amèriques. És el membre més estès d'aquest grup. Els seus avantpassats evolucionaren a Sud-amèrica, però aconseguiren arribar a Nord-amèrica durant el gran intercanvi americà després de la formació de l'istme de Panamà fa uns tres milions d'anys.